# آتو محمدجانوف
آتو محمدجانوف یک هنرپیشه اهل کشور تاجیکستان است که در ۴ سپتامبر ۱۹۴۰ در دوشنبه (که در آن زمان استالین آباد در اتحاد جماهیر شوروی نامیده می‌شد) زاده شد و در ۹ سپتامبر ۲۰۰۲ در اسفره درگذشت. او بازیگر بسیار محبوب آسیای مرکزی در دوره شوروی بود.